# Resderta
Resderta (in sloveno Razdrto, in tedesco Präwald, in italiano anche Prevallo  o Preval), è un centro abitato della Slovenia, frazione del comune di Postumia.

## Storia
Fin dall'antichità è il principale valico naturale di collegamento tra Lubiana, attraverso la conca di Postumia, e la Pianura padana, attraverso la valle del fiume Vipacco.
Attraverso Resderta passò nel 490 d.C. Teodorico con i suoi 200.000 Ostrogoti. La leggenda vuole che sia salito sul vicino monte Nanos (in sloveno Pleša) per vedere i suoi futuri possedimenti. Da allora il rilievo prese anche il nome di monte Re.
Successivamente passò alla Carniola, con il toponimo tedesco di Präwald e con quello sloveno di Razdrto.
Dopo la prima guerra mondiale passò, come tutta la Venezia Giulia, al Regno d'Italia, come frazione del comune di Crenovizza; il toponimo italiano tradizionale (Resderta) venne mutato nel 1923 in Preval, e nel 1943 in Prevallo.
Dopo la seconda guerra mondiale il territorio passò alla Jugoslavia; attualmente Resderta (tornata ufficialmente Razdrto) è frazione del comune di Postumia.

## Infrastrutture e trasporti
A livello di infrastrutture stradali, Resderta si trova alla confluenza tra l'autostrada A1 e la superstrada H4.